# Sulawesi-Kröte
Die Sulawesi-Kröte (Ingerophrynus celebensis, Syn.: Bufo celebensis) ist ein tropischer Froschlurch aus der Kröten-Gattung bzw. Klade Ingerophrynus.

## Merkmale
Weibliche Sulawesi-Kröten erreichen eine Kopf-Rumpf-Länge von 67 bis 80 Millimetern und ein Gewicht von 30 bis 42 Gramm. Männchen sind mit 48–59 Millimetern deutlich kleiner und entsprechend mit 10–19 Gramm auch viel leichter. Wie bei vielen anderen landlebenden Arten dieser Familie sind die Schwimmhäute nur mäßig ausgebildet, das heißt, das letzte Glied der längsten Zehe ist frei. Haftscheiben an den Fingerenden fehlen.

## Verbreitung und Lebensraum
Die Sulawesi-Kröte ist in Indonesien endemisch. Im Einzelnen werden die große Insel Sulawesi (Celebes) und einige kleinere vorgelagerte Inseln namens Muna, Buton und Banggai besiedelt. Ihre Habitate sind feuchte Niederungen in Wäldern, an Flüssen, Süßwasserseen, der Süßwassermarsch, Kulturboden, Weiden, Plantagen und auch das urbane Umfeld.

## Lebensweise
Die Sulawesi-Kröte ist hauptsächlich landbewohnend. Der Laich wird in Gewässern abgelegt, wobei er in Form von Schnüren unter der Wasseroberfläche um Gehölz oder Wurzeln gewickelt wird.

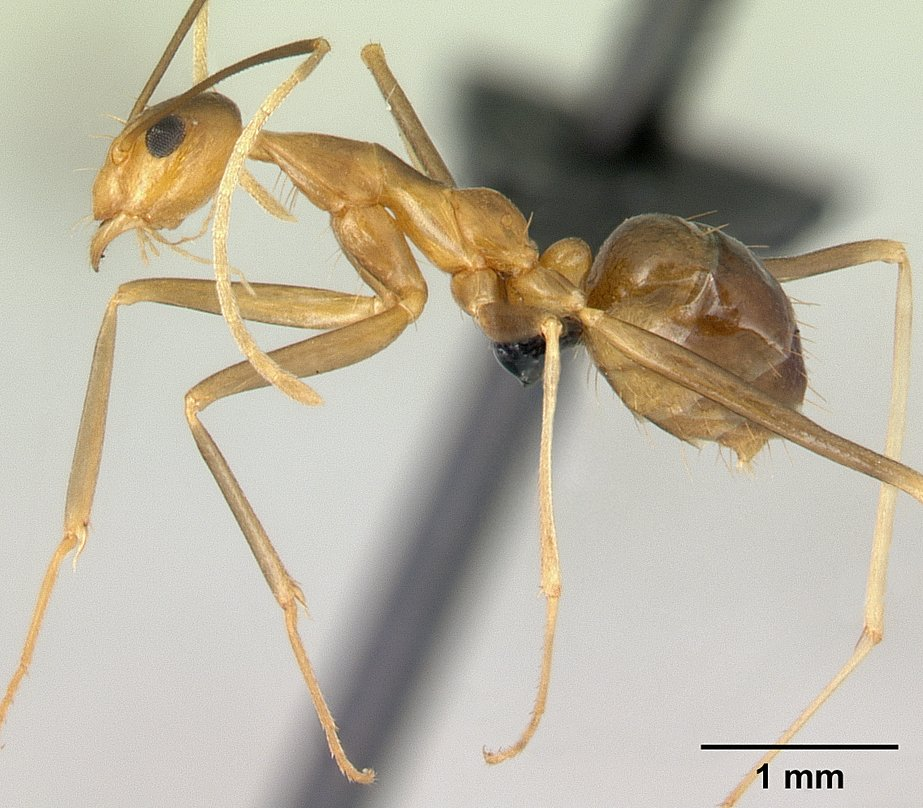
Die Gelbe Spinnerameise wird, obwohl sie auf Sulawesi ein Neozoon ist, von der Sulawesi-Kröte bevorzugt.

Findet die Sulawesi-Kröte bei der Nahrungssuche die Gelbe Spinnerameise (Anoplolepis gracilipes), ernährt sie sich hauptsächlich von ihr. Dies ist bemerkenswert, weil die Gelbe Spinnerameise Ende der 1970er Jahre als Neozoon in die Tropen eingeschleppt wurde und sich mit Hilfe ihrer Ameisensäure sogar gegen deutlich größere Tiere wehren kann. Normalerweise gilt, dass eingeschleppte Arten insbesondere auf Inseln keine natürlichen Feinde haben und stattdessen eine Bedrohung für das ökologische Gleichgewicht darstellen. Durch ihr Fraßverhalten nehmen die Kröten positiven Einfluss auf die Population der einheimischen Ameisenarten und damit indirekt eventuell auch auf die Kontrolle von Krankheiten unter den Kakaopflanzen.